# Borghetto Lodigiano
Borghetto Lodigiano é uma comuna italiana da região da Lombardia, província de Lodi, com cerca de 3.561 habitantes. Estende-se por uma área de 23 km², tendo uma densidade populacional de 155 hab/km².
Faz fronteira com Ossago Lodigiano, Villanova del Sillaro, Brembio, Graffignana, Livraga, San Colombano al Lambro (MI).

## Demografia
| Variação demográfica do município entre 1861 e 2011                               |
|                                                                                   |
| Fonte: Istituto Nazionale di Statistica (ISTAT) - Elaboração gráfica da Wikipedia |